# Vauluisant-museum

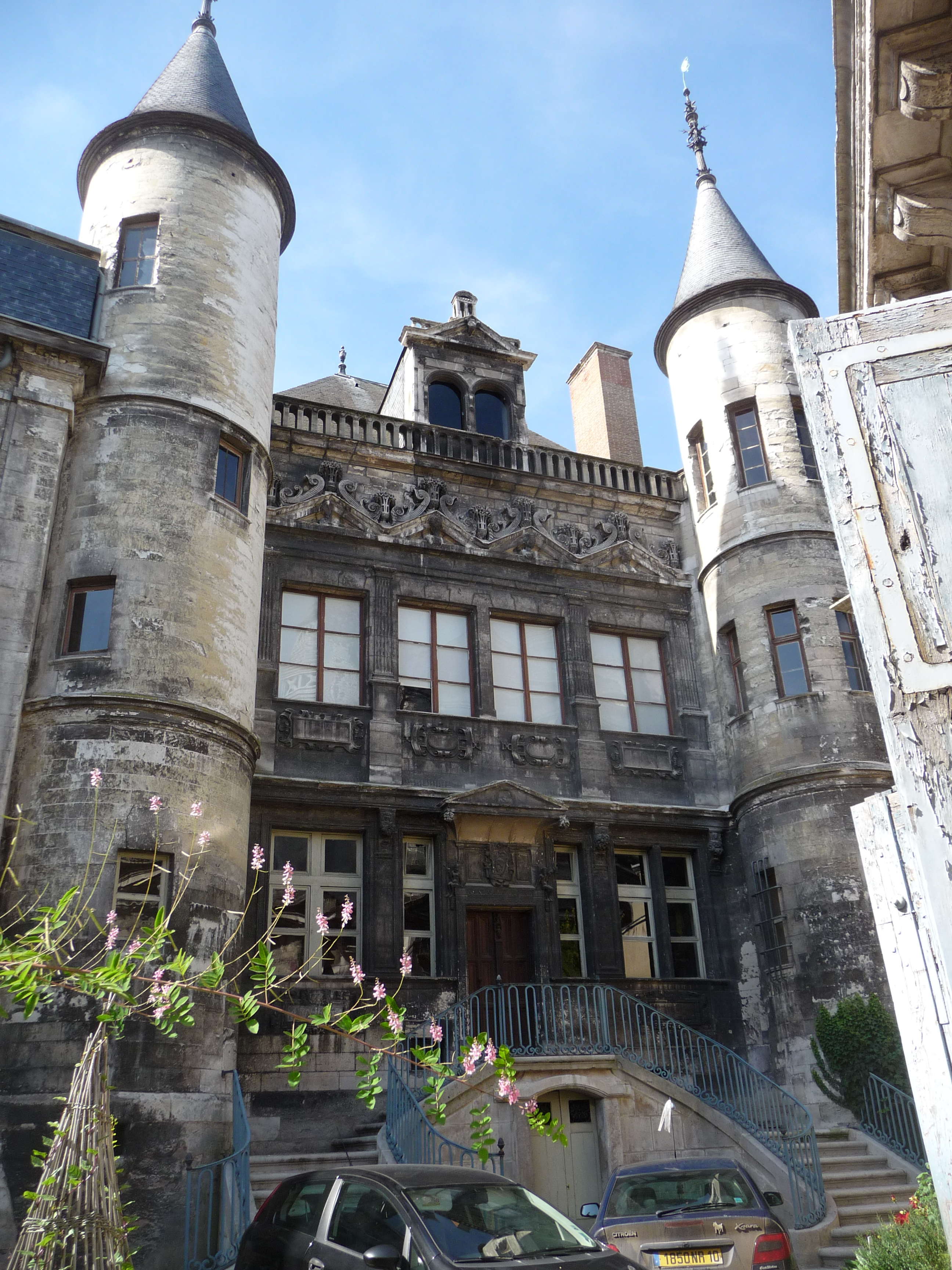
Hôtel de Vauluisant

Het Vauluisant-museum (Frans: Musée de Vauluisant) is een museum in de Franse stad Troyes, gewijd aan de 16e-eeuwse kunst uit de regio en aan de bonnetterie (breiwerk, vooral kousen), ooit een specialiteit van de stad. 
Het museum werd geopend op 5 juli 1948. Het is gevestigd in het – sinds 1904 als historisch monument geklasseerde – Hôtel de Vauluisant.